# Финтинеле (Мергерітешть, Бузеу)
Финтинеле (рум. Fântânele) — село у повіті Бузеу в Румунії. Входить до складу комуни Мергерітешть.
Село розташоване на відстані 124 км на північний схід від Бухареста, 30 км на північ від Бузеу, 92 км на захід від Галаца, 99 км на схід від Брашова.

## Населення
За даними перепису населення 2002 року у селі проживали 353 особи, усі — румуни. Усі жителі села рідною мовою назвали румунську.